# The Satellite
The Satellite är en bergstopp i Antarktis. Den ligger i Östantarktis. Australien gör anspråk på området. Toppen på The Satellite är 1 100 meter över havet.
Terrängen runt The Satellite är platt åt sydväst, men åt nordost är den kuperad. Terrängen runt The Satellite sluttar norrut. Trakten är obefolkad. Det finns inga samhällen i närheten.